# Ika
Ika je žensko osebno ime.

## Izvor imena
Ime Ika je različica ženskih osebnih imen Erika oziroma Henrika.

## Pogostost imena
Po podatkih Statističnega urada Republike Slovenije je bilo na dan 31. decembra 2007 v Sloveniji število ženskih oseb z imenom Ika: 52.

## Osebni praznik
V koledarju je ime Ika zapisano skupaj z imeni Erik oziroma Henrika; god lahko praznuje 2. marca, 18. maja ali pa 13. julija.